# Палмер, Клайв
Клайв Фредерик Палмер (англ. Clive Frederick Palmer) — австралийский бизнесмен, миллиардер, владелец ряда компаний работающих в горнодобывающей промышленности.

## Биография
Палмер родился 26 марта 1954 года в Футскрее, пригороде Мельбурна. Его семья переехала в Квинсленд в 1963 году. Отец Палмера, Джордж, был туристическим агентом, и семья много путешествовала. Палмер начинал как агент по продаже недвижимости в Голд-косте. В 1985 и 1986 годах Палмер основал три компании, которые занимались разведкой полезных ископаемых в Западной Австралии. Является владельцем горнодобывающей компании Mineralogy Pty Ltd, которая владеет лицензиями на разработку крупнейших в мире месторождений железной руды в хребте Пилбара в Западной Австралии, а также угольных месторождений. В своей горнодобывающей деятельности он сотрудничает с (государственными) китайскими компаниями, в 2008 году приобрел компанию Waratah Coal, а в 2009 году — Queensland Nickel. Его состояние оценивается в сумму от 3 до 6 миллиардов долларов; по данным Forbes за 2012 год, около 800 миллионов долларов (с потенциальным ростом по мере эксплуатации его лицензий на добычу).
С 2008 по 2012 год был владельцем футбольного клуба «Голд-Кост Юнайтед», выступавшего на Чемпионате Австралии по футболу. В 2012 году лишился лицензии из-за постоянных нарушений правил австралийской лиги.
В 2012 году основал компанию Blue Star Line Pty Ltd и объявил о начале строительства судна Титаник II, которое строится на китайской судостроительной верфи Цзиньлин по образцу «Титаника». Первоначально первый рейс планировался на 2016 год, но в 2014 году был перенесен на 2 года, строительство было приостановлено, и первый рейс был запланирован на 2022 год. Из-за пандемии COVID-19 строительство было отменено. В марте 2024 года Палмер, не называя верфи, объявил, что хочет, чтобы «Титаник II» был построен к началу 2025 года, а первое плавание состоялось в июне 2027 года и прошло по тому же маршруту, что и первое судно — из Саутгемптона в Нью-Йорк. По оценкам Палмера, строительство обойдется в сумму от 500 миллионов до миллиарда австралийских долларов (от 300 до 600 миллионов евро).
В 2011 году Палмер приобрел курорт Coolum Hyatt Resort. Позже он объявил о планах построить там парк с аниматронными динозаврами. Палмер заказал более 160 аниматронных динозавров. Палмер получил полное одобрение совета на строительство парка 25 июля 2013 года, и ожидалось, что он откроется для посетителей в 2014 году. 14 декабря 2013 года парк динозавров, который теперь называется «Palmersaurus», был открыт для посетителей. Установка Палмером динозавров вдоль боковой стороны поля для гольфа курорта привела к тому, что чемпионат Австралии по гольфу был перенесён.
Курорт был законсервирован в 2015 году из-за низкой заполняемости, 600 человек потеряли работу за период после покупки комплекса Палмером. В 2017 году ABC сообщила, что «некогда считавшийся одним из самых престижных курортов юго-восточного Квинсленда, этот объект является тенью себя прежнего и стал центром судебного разбирательства между пенсионерами, владеющими акциями вилл, и Клайвом Палмером». В 2018 году Австралийская комиссия по ценным бумагам и инвестициям предъявила Палмеру обвинения в нарушении Закона о корпорациях в связи с попыткой завладеть таймшером вилл на курорте в 2012 году. Палмер заявил, что обвинения являются попыткой помешать ему выставить свою кандидатуру на выборах.
Палмер ранее принимал активное участие в политической жизни Либеральной национальной партии Квинсленда. В апреле 2013 года Палмер основал Объединенную партию Палмера, созданную по образцу исторической Партии объединенной Австралии. Она участвовала в общенациональных выборах 2013 года и получила 5,5 % голосов и один из 150 избирательных округов Австралии.
Палмер баллотировался от своей партии на федеральных выборах в Австралии в 2013 году в Саншайн-Кост в районе Фэрфакс. При первом подсчете голосов он одержал победу всего на 7 голосов над кандидатом от Либеральной национальной партии (ЛНП) Тедом О’Брайеном, что вызвало автоматический пересчет голосов. Набрав всего 26,5 % голосов на праймериз, Палмер обогнал О’Брайена по числу голосов лейбористов и «зеленых». Во время пересчета он подал множество протестов на голоса, отданные за О’Брайена, и сделал неподтвержденные заявления о том, что Австралийская избирательная комиссия запятнана коррупцией. В итоге он был признан победителем с 50,3 % голосов — перевес в 53 голоса.
Палмер часто участвовал в судебных разбирательствах, связанных с его бизнесом, и однажды указал судебные процессы как одно из своих хобби в справочнике «Who’s Who». Иногда участвовал в сложных делах, и журналист Хедли Томас писал, что «адвокаты Палмера предпринимают юридические шаги, предположительно по его указанию, которые затягивают судебный процесс и увеличивают расходы другой стороны», что может привести к тому, что его оппоненты не смогут продолжать дело из-за нехватки ресурсов. Палмер утверждал, что судебные процессы, в которые он вовлечен, оправданы, так как они исправляют ошибки. Палмер также пытался использовать судебный процесс с целью заставить отказаться от заявлений своих рабочих на его ныне недействующем рафинировочном заводе Queensland Nickel, обещая выплатить причитающиеся им деньги только в том случае, если они согласятся не делать никаких пренебрежительных комментариев о нём.
По состоянию на май 2023 года Палмер был пятым богатейшим австралийцем. Австралийское издание Financial Review оценило его чистую стоимость активов в 23,66 млрд австралийских долларов в списке 2023 Rich List.
Палмер женат, у него четверо детей: сын Майкл и дочь Эмили от первого брака и две дочери, Мэри и Люси — от второго. Палмер — римский католик, во время учёбы в университете был видным членом организации «Right to Life Australia» и организовывал митинги в защиту жизни в кампусе.